# Мясной (Рязанская область)
Мясной — посёлок в Путятинском районе Рязанской области. Входит в состав Береговского сельского поселения.
По данным всероссийской переписи населения 2010 года в посёлке проживало 15 человек.

## География
Посёлок находится на правом берегу реки Пара в 20 км к северо-западу от районного центра села Путятино.
К северу от посёлка в 14-15 км находится федеральная автодорога «Урал».

## Достопримечательности
- Дом Андрея Тарковского
- Часовня Андрея Первозванного